# Загорский (Красноярский край)
Заго́рский — посёлок в Рыбинском районе Красноярского края России. Входит в состав Малокамалинского сельсовета.

## История
В 1976 году указом Президиума Верховного Совета РСФСР посёлок центральной усадьбы Черемшанского откормсовхоза переименован в Загорский.

## Население
| 2010 |
| ---- |
| 114  |

## Улицы
В посёлке имеются две улицы: Лесная и Школьная.